# Abdułła Adigamow
Abdułła Kamaletdinowicz Adigamow (ros. Абдулла Камалетдинович Адигамов, ur. 10 marca 1896 we wsi Tiemiasowo w guberni orenburskiej, zm. 3 grudnia 1968 w Niżnym Tagile) – baszkirski radziecki polityk, ludowy komisarz spraw wewnętrznych Baszkirskiej ASRR (1921).
1918-1919 członek Baszkirskiej Rady Centralnej, 1919-1920 członek Tymczasowego Baszkirskiego Komitetu Wojskowo-Rewolucyjnego, od lutego 1919 p.o. przewodniczącego Władzy Baszkirskiej i ludowy komisarz oświaty Baszkirskiej ASRR, potem do 1921 przedstawiciel Baszkirskiej ASRR przy WCIK. Od 1920 członek RKP(b), od 15 kwietnia do 21 czerwca 1921 ludowy komisarz spraw wewnętrznych Baszkirskiej ASRR, następnie zastępca ludowego komisarza rolnictwa Baszkirskiej ASRR, od listopada 1923 instruktor Południowo-Wschodniego Biura KC RKP(b), później pracownik KC RKP(b)/WKP(b). Od grudnia 1926 kierownik Wydziału Agitacyjno-Propagandowego Baszkirskiego Komitetu Obwodowego WKP(b), potem zastępca przewodniczącego Państwowej Komisji Planowania przy Radzie Komisarzy Ludowych Baszkirskiej ASRR, ludowy komisarz ochrony zdrowia Baszkirskiej ASRR, od 1929 studiował na Wydziale Chemicznym Uralskiego Instytutu Politechnicznego.
Aresztowany, 28 lipca 1930 skazany na 5 lat pozbawienia wolności, 1932 zwolniony, później pracował przy budowie kanału Wołga-Moskwa.